# Podospora obclavata
Podospora obclavata är en svampart som beskrevs av A.E. Bell 2006. Podospora obclavata ingår i släktet Podospora och familjen Lasiosphaeriaceae.   Inga underarter finns listade i Catalogue of Life.